# Allobates caeruleodactylus
Allobates caeruleodactylus é uma espécie de anfíbio da família Aromobatidae. Endêmica do  Brasil, onde pode ser encontrada em cerca de cinco municípios, Manaus, Careiro, Manicoré, Canutama e Borba, no estado do Amazonas.